# Khô vằn
Rhizoctonia solani là một loài nấm sống ký sinh trong đất, thuộc Ceratobasidiaceae. Đây là loại nấm gây ra loại bệnh khô vằn, còn gọi là đốm vằn, ung thư... thường gặp trên cây lúa, rau cải, đậu, bắp, bầu bí, dưa, cà rốt, ớt... bare patch of cereals,

## Tác nhân gây bệnh

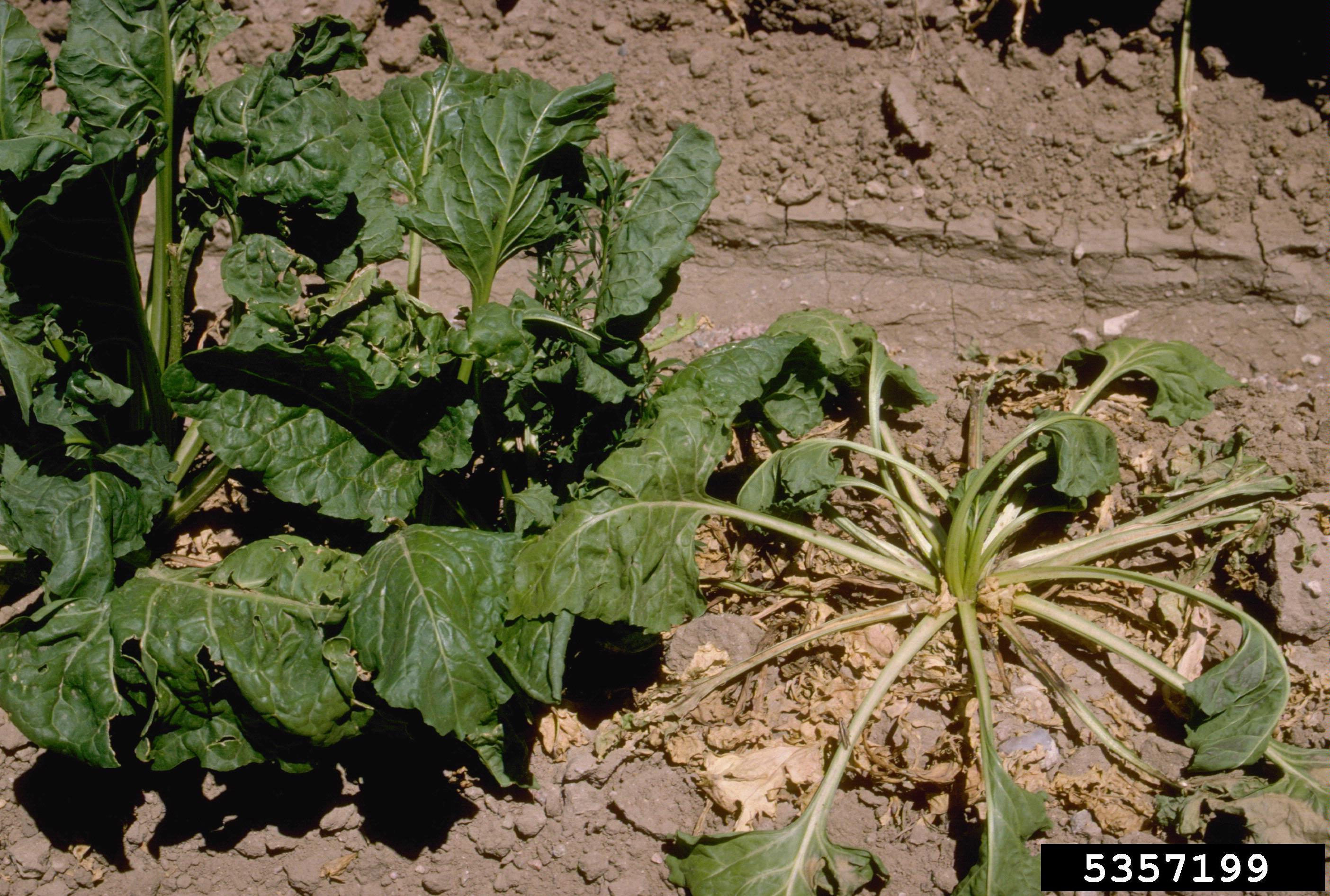
R. solani causing crown rot infection on Beta vulgaris, common beet

Bệnh khô vằn thường xảy ra trong điều kiện thời tiết nóng, ẩm, ít ánh sáng. Bệnh lây truyền qua nước tưới, đất mang mầm bệnh, tàn dư thực vật của cây trồng bị bệnh.
Trên lúa, bệnh thường xảy ra vào giai đoạn lúa đẻ nhánh tối đa đến làm đòng và trổ. Nấm gây bệnh âm thầm phát triển ở bẹ lá tiếp giáp mực nước, dần phát triển lên lá đòng.

## Triệu chứng

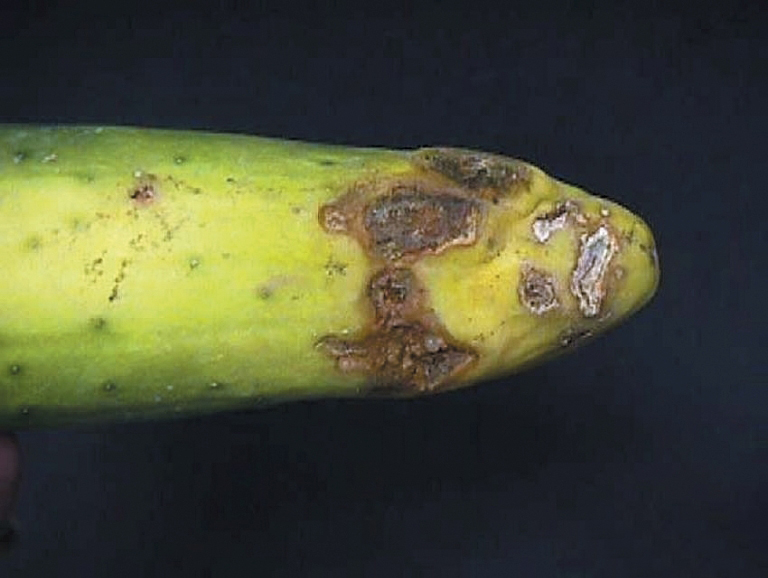
R. solani infection on cucumber

Lúa mới nhiễm nấm có biểu hiện ở bẹ lá giáp mực nước, vết bệnh có dạng đốm loang lổ như da beo, màu xanh xám, viền nâu, sũng nước; dần dần đốm bệnh ăn sâu vào bẹ lá làm bẹ lá vàng, khô và chết dần; nấm còn ăn lan lên trên cho tới lá đòng.
Quan sát trên vết bệnh già thấy có những hạch nấm nhỏ màu nâu xám, cứng. Đây là những hạch khuẩn, các hạch khuẩn này sau đó sẽ rụng, rơi xuống nước lây lan qua bụi lúa bên cạnh hoặc nằm dưới đất, trong rơm rạ, tàn dư thực vật là nguồn lây lan bệnh chủ yếu.

## Tác hại
Bệnh thường xảy ra thành từng chòm trên những thửa ruộng, nhất là ở những diện tích lúa mọc quá dầy hay quá tốt.
Khi bệnh năng, nấm bệnh ăn tới lá đòng thì năng suất có thể giảm tới 50%, hạt không đẹp, lúa bị lép, lửng, khi xay dễ bể.

## Biện pháp phòng bệnh
- Dọn sạch rơm rạ, lúa chét, cỏ dại, tàn dư thực vật sau khi thu hoạch.
- Không gieo cấy quá dầy, chăm bón cân đối.
- Không để ruộng lúa quá ẩm, nước ngập quá sâu.
- Thường xuyên theo dõi, phát hiện bệnh để xử lý sớm.